# Муха (Во все тяжкие)
«Муха» (англ. Fly) — десятый эпизод третьего сезона американского драматического телесериала «Во все тяжкие» и тридцатый эпизод во всём сериале. Автор сценария — Сэм Кэтлин и Мойра Уолли-Беккет, режиссёр — Райан Джонсон. Эпизод вышел на канале AMC в США и Канаде 23 мая 2010 года.

## Сюжет
Уолтер Уайт, страдающий от бессонницы, смотрит на мигающий красный индикатор датчика дыма и пытается заснуть. Позже он вместе с Джесси Пинкманом приходит в лабораторию, где они начинают готовить очередную партию метамфетамина. В конце дня Уолт подсчитывает, что их партия, хоть и превышает норму, но не соответствует его ожиданиям. Джесси, который тайно брал немного мета для личного пользования, предполагает, что это может быть связано с утечкой или другими потерями, но Уолт настаивает, что причина в другом.
После того как Джесси уходит на весь день, Уолт видит в лаборатории муху, которая, как он опасается, может нарушить процесс производства метамфетамина. Он пытается разными способами прихлопнуть её, но в итоге поскальзывается и падает на пол. Когда Джесси возвращается на следующий день, Уолт говорит ему и настаивает на том, что они не могут начать готовить, пока не избавятся от мухи. Пинкман беспокоится за невыспавшегося Уайта и предлагает ему выйти на улицу. Однако, когда Джесси уходит, Уолт запирает лабораторию изнутри и пытается самостоятельно найти муху. Когда Джесси отключает основное питание в лаборатории, Уолт впускает его обратно, чтобы они могли работать вместе. Варщики развешивают множество липких лент от мух по всей лаборатории. Пинкман тайком подсыпает снотворное в кофе Уолта, чтобы дать ему выспаться. Затем он рассказывает историю о своей покойной тёте, у которой из-за распространения рака на мозг начались слуховые галлюцинации. Уолтер утверждает, что у него продолжается ремиссия.
Они разговаривают о своих семьях и ждут, когда муха сядет на одну из лент. Уолт говорит, что ему уже давно пора было умереть, и пытается вспомнить, когда лучше всего было бы это сделать. Он решает, что лучше всего было бы умереть в ту ночь, когда умерла Джейн Марголис, и рассказывает Джесси о своём разговоре с её отцом Дональдом. Пинкман отвлекается, увидев муху под потолком. Пока он пытается дотянуться до мухи с помощью стремянки, сонный Уолт, кажется, готов признаться Джесси в частичной вине в смерти Джейн. Джесси говорит ему, что в её смерти нет ничьей вины, но он всё равно скучает по ней. Уайт говорит ему, чтобы он не отвлекался на муху и начинал варить, приговаривая, что «всё вокруг и так заражено». Джесси спускается обратно и, увидев, что муха села на стремянку, прихлопывает её и убивает.
Джесси укладывает спящего Уолта на диван, пока сам убирает в лаборатории и готовится к производству следующей партии. Позже они уходят вместе, но Уайт предупреждает Пинкмана, что, если тот присваивает часть сваренного мета себе, он не сможет его защитить, если Гус Фринг узнает об этом. Джесси отрицает, что что-то присваивал, и заявляет, что не просит никого его защищать. Той ночью Уолт просыпается от жужжания и видит, как на мигающий огонек детектора дыма садится муха.

## Производство
«Муха» была снята из-за значительных бюджетных ограничений сериала и невозможности выделить 25 000–35 000 долларов, необходимых для перевозки съёмочных грузовиков на новое место. Создатель сериала Винс Гиллиган отметил: «Мы безнадёжно превысили бюджет... И нам нужно было снять так называемый бутылочный эпизод, действие которого происходит в одном месте». 
Помимо статистов в прачечной самообслуживания, Брайан Крэнстон и Аарон Пол — единственные актёры, которые появляются в эпизоде. Постоянные участники сериала Дин Норрис (Хэнк), Бетси Брандт (Мари) и Ар-Джей Митт (Уолтер-младший) указаны в титрах, но не появляются в кадре. Анна Ганн (Скайлер) озвучивает эпизод, но это перезаписанный звук из эпизода второго сезона «Феникс».
Гиллиган отметил, что ограниченный сеттинг и актёрский состав позволили замедлить темп повествования и глубже раскрыть черты характера и мотивы персонажей:
Даже если бы финансовые реалии не имели значения, я как шоураннер считаю, что у каждого сезона должна быть определённая форма и темп, а по-настоящему высокие точки, которых вы стараетесь достичь в конце сезона, — яркие драматические моменты с экшеном и насилием, масштабные оперные моменты, к которым вы стремитесь, — я не думаю, что они были бы такими же впечатляющими, если бы перед ними не было моментов тишины. Спокойные эпизоды делают напряжённые и драматичные сцены ещё более яркими за счёт контраста.

## Реакция

### Зрительская аудитория
Первоначальный показ эпизода посмотрели 1,20 миллиона человек, что меньше, чем 1,62 миллиона зрителей, посмотревших предыдущий эпизод «По-кафкиански». Это второй по количеству зрителей эпизод третьего сезона, вышедший в эфир в первый раз, после «Полумеры» (1,19 миллиона).

### Отзывы критиков
Донна Боуман из The A.V. Club поставила «Мухе» оценку «А», похвалив режиссуру Райана Джонсона и отметив, что эпизод «был бы звёздным даже при более традиционной режиссуре, но благодаря сумбурным изображениям и смелым сопоставлениям, которые предлагает Джонсон, это один из самых ярких телевизионных часов, которые мы, вероятно, увидим в этом году». Джеймс Понивозик из Time назвал его «самым необычным и, возможно, лучшим эпизодом» «Во все тяжкие» на данный момент», сравнив его с другим эпизодом «Пайн Барренс» телесериала «Клан Сопрано». Кен Такер из Entertainment Weekly сказал, что будет «шокирован, если Брайан Крэнстон и Аарон Пол не подадут заявку на «Эмми» за этот эпизод».
Алан Сепинволл, пишущий для HitFix, предположил, что «Муха» может стать «лучшим бутылочным эпизодом за всю историю», и отметил в подзаголовке своего обзора, что экономия бюджета в итоге привела к «мгновенной классике». Эмма Дибдин из Digital Spy, Кэтрин Кернохан из Junkee, и Кейтлин Томас из TV.com включили этот эпизод в список лучших серий шоу. В 2013 году Мэтт Золлер Зейтц, пишущий для Vulture, назвал «Муху» лучшим эпизодом всего сериала, охарактеризовав его как «идеальный эпизод «Во все тяжкие» и идеальный час телевидения». В том же году он занял пятое место в рейтинге всех 62 эпизодов от лучшего к худшему по версии Entertainment Weekly. Даррен Фрайнич написал: «Некоторые люди презирают «Муху» за её претенциозность и бесцельную сюжетную линию. Другие считают, что она должна быть гораздо выше в этом списке. Но все мы можем согласиться с тем, что «Муха» — один из лучших бутылочных эпизодов телевидения».
Таша Робинсон из The A.V. Club утверждает, что в этом эпизоде «образ Уолта никоим образом не совпадает с тем образом, который сложился у меня в ходе просмотра сериала: самооправдывающийся, озлобленный человек, который при необходимости может быть настоящим злодеем. Вместо этого мы видим его иррациональным и мелочным, совершающим одну идиотскую ошибку за другой, что явно ставит под угрозу его безопасность и благополучие... и всё ради того, чтобы поймать муху».
В 2016 году The Guardian включил этот эпизод в свой список лучших часовых телепередач всех времён. В 2019 году The Ringer поставил «Муху» на 14-е место среди 62 эпизодов сериала. Vulture поставил его на 15-е место.